# Kovács Attila (sportvezető)
Kovács Attila (Budapest, 1955. június 22. –) a Magyar Labdarúgó Szövetség (MLSZ) elnöke volt 1998-1999 között, sportvezető a Soroksári Torna Egyletnél (STE) 1996-tól 1998-ig, a Kispest-Honvéd FC menedzser-társtulajdonosa 2004-től.

## MLSZ-elnöksége
1998. február 21-én tartotta tisztújító közgyűlését az MLSZ. A nagy előkészületek és előcsatározások után, az ellene folytatott negatív kampány ellenére, Kovács Attila a Soroksári TE elnöke, vállalkozó került az MLSZ élére 58 szavazattal. A jelöltek közül szavazatot kapott még Genzwein Ferenc (38) és dr. Török Ferenc (11). A jelöltekre 109 szavazatot adtak le, amiből kettő érvénytelen volt. Az MLSZ társadalmi elnökévé egyhangúlag Szepesi Györgyöt választották.
Az elnökséget egy kis tagegyesület (STE) elnökeként pályázta meg, támogatottságát a személyes képességeken kívül annak is köszönhette, hogy hamar maga mellé tudta állítani a vidéki és a budapesti kis klubokat képviselő tagokat. Az MLSZ válságban volt, a nemzetközi eredmények nem jöttek, a magyar futball nemzetközi szinten sereghajtónak számított, és az Aranycsapat is már nagyon rég volt. A közvetítési jogokat kiszervezték, vele együtt a visszaosztható bevételeket is, a szerencsejáték fogadásokból nagyon kevés jutott a labdarúgásnak.